# Slobodan Dubajić
Slobodan Dubajić (en serbe en écriture cyrillique : Слободан Дубајић) est un footballeur serbe, international yougoslave, né le 19 février 1963 à Zrenjanin en Yougoslavie (aujourd'hui en Serbie). Il évoluait au poste de libéro.

## Palmarès
- Champion d'Allemagne en 1992 avec le VfB Stuttgart
- Vainqueur de la Supercoupe d'Allemagne en 1992 avec le VfB Stuttgart